# جامعة حمص
جامعة حمص، وكانت تُعرف سابقًا باسم جامعة البعث هي جامعة المنطقة الوسطى في سوريا، وتتوزع بين مدينتي حمص وحماة، أُسِّسَت في عام 1979، وهي الرابعة بين جامعات سورية حسب تاريخ التأسيس، والجدير بالذكر أن الجامعات السورية هي الجامعات الوحيدة في العالم التي تدرس كل علومها في كل فروعها باللغة العربية. تضم الجامعة 21 كلية بمختلف الاختصاصات ويعمل بها 650 عضو هيئة تدريسية وأكثر من 4000 موظف. ولكن مع بدء الحرب في سوريا، خسرت الجامعة الكثير من كودارها الذين اضطروا لمغادرة البلاد.

## تاريخ
تأسست الجامعة في عام 1979 تحت اسم جامعة البعث، وذلك خلال فترة حكم حزب البعث، بموجب المرسوم الرئاسي رقم 44 الصادر عن حافظ الأسد. ضمت الجامعة حتى عام 2005 : 22 كلية، و5 معاهد متوسطة، وحوالي 40,000 طالب منتظم، و20,000 طالب في نظام التعليم المفتوح، بالإضافة إلى 1,310 طالب دراسات عليا، و622 عضو هيئة تدريسية.
أما بحلول عام 2025، فقد أصبحت تُعرف باسم جامعة حمص، وتضم الآن 10 كليات، و9 معاهد، ومدرسة واحدة، ودورة تحضيرية واحدة، و4 معاهد متوسطة، ومعهدين عاليين، ويبلغ عدد طلابها قرابة 100,000 طالب، ويعمل فيها حوالي 1,400 أستاذ جامعي. تحتوي مكتبة الجامعة (حتى عام 2011) على نحو 63,000 مجلد.
في 25 ديسمبر 2024 وبعد سقوط نظام الأسد، صدر قرار مجلس الوزراء رقم 3 القاضي في مادته الأولى الفقرة بتعديل تسمية جامعة البعث لتصبح جامعة حمص.

## الكليات
| الكلية                          | سنة التأسيس / النشأة           | الأقسام / الاختصاصات                                                   | الدرجات الممنوحة                 |
| ------------------------------- | ------------------------------ | ---------------------------------------------------------------------- | -------------------------------- |
| طب الأسنان                      | 1979                           | طب الفم، جراحة الفم والفكين، تقويم، علاج جذور                          | دكتوراه، ماجستير في عدة اختصاصات |
| العلوم                          | 1977 كوحدة تعليمية / 1979 كلية | الرياضيات، الكيمياء، الفيزياء، الإحصاء، علم الحياة، علوم الأرض         | إجازة، ماجستير، دكتوراه          |
| الهندسة المدنية                 | 1979                           | الإنشائية، الجيوتكنيكية، المياه، المواصلات، الإدارة، البيئة            | إجازة، دبلوم، ماجستير، دكتوراه   |
| الهندسة الكيميائية والبترولية   | 1973 (معهد)، 1979 (كلية)       | البترول، الكيميائية، الغذائية، النسيج، الصناعات التحويلية              | إجازة، ماجستير                   |
| الآداب والعلوم الإنسانية        | 1982                           | اللغة العربية، الإنجليزية، الفرنسية، التاريخ، الجغرافيا، الفلسفة       | إجازة، دراسات عليا               |
| الهندسة الميكانيكية والكهربائية | 1995                           | الإلكترونية، الطاقة، الإنتاج، التبريد والتكييف، التحكم                 | إجازة، دبلوم                     |
| الهندسة المعمارية               | 1979 (قسم)، 1985 (كلية)        | التصميم المعماري، التخطيط، تاريخ العمارة، الإنشاء المعماري             | إجازة، ماجستير                   |
| الهندسة الزراعية                | 1979 (إحداث)، 1994 (افتتاح)    | الإنتاج الحيواني، المحاصيل، التربة، البيئة، البستنة                    | إجازة                            |
| الطب البشري                     | 1996                           | العلوم الطبية الأساسية، التشريح، علم الأمراض، الطب السريري             | إجازة، دراسات عليا               |
| التربية                         | 1997                           | المناهج وطرائق التدريس، تربية الطفل، الإرشاد النفسي، تكنولوجيا التعليم | إجازة، دبلوم تأهيل تربوي         |
| الصيدلة                         | 1999                           | العقاقير، الصيدلانيات، الكيمياء الدوائية، الصيدلة السريرية             | إجازة                            |
| الهندسة المعلوماتية             | 2000                           | هندسة البرمجيات، الشبكات، الذكاء الإصطناعي، النظم المضمنة              | إجازة، ماجستير                   |
| التربية الموسيقية               | 2003                           | العزف، الغناء، النظريات الموسيقية، التربية الموسيقية                   | إجازة                            |
| العلوم الصحية                   | 2005                           | المعالجة الفيزيائية، التغذية، المخابر، الأشعة                          | إجازة                            |
| السياحة                         | 2005                           | الإرشاد السياحي، الإدارة الفندقية، التسويق السياحي                     | إجازة                            |
| التربية الرياضية                | 2005                           | التدريب الرياضي، الإدارة الرياضية، الميكانيك الحيوي، علم الحركة        | إجازة، ماجستير، دكتوراه          |
| التربية الثانية (حماة)          | 2005                           | رياض الأطفال، معلم صف، تربية خاصة                                      | إجازة                            |
| الاقتصاد                        | 2005                           | التمويل والمصارف، التسويق الإلكتروني، المحاسبة، إدارة الأعمال          | إجازة                            |
| الحقوق                          | 2006/2007                      | القانون العام، القانون الخاص، القانون الجنائي، القانون الدولي          | إجازة، دراسات عليا               |
| التمريض (حماة)                  | 2007                           | تمريض البالغين، الطوارئ، الأمومة والطفولة، الصحة النفسية               | إجازة                            |
| الآداب الثانية (حماة)           | 2006                           | اللغة العربية، الإنجليزية، الفرنسية، التاريخ، الجغرافيا                | إجازة، دراسات عليا               |
| التربية الثالثة (تدمر)          | 2009                           | معلم صف، تربية الطفل، طرائق تدريس                                      | إجازة                            |
| مركز التعليم المفتوح            | —                              | الترجمة، استصلاح الأراضي، التأهيل التربوي، الدراسات القانونية          | إجازة                            |

## المعاهد
- المعهد المتوسط الهندسي: افتتح عام 1979.
- المعهد المتوسط للطب البيطري (مدينة حماه): افتتح عام 1987.
- المعهد المتوسط للتعويضات السنية (مدينة حماه): افتتح عام 1997.
- المعهد العالي للغات: أحدث المعهد بالمرسوم رقم /147/ تاريخ 18/11/1990 بهدف النهوض بمستوى تعليم اللغات الحية في القطر

- المعهد التقاني للحاسوب: بناء على أحكام المرسوم التشريعي رقم: / 143 / تاريخ: 24/11/1966 المتضمن إحداث وزارة التعليم العالي.

## وصلات خارجية
الموقع الرسمي لجامعة حمص (بالعربية)